# Rubus edanoi
Rubus edanoi är en rosväxtart som beskrevs av Elmer Drew Merrill. Rubus edanoi ingår i släktet rubusar, och familjen rosväxter. Inga underarter finns listade i Catalogue of Life.